# Yu Shuiqing
Yu Shuiqing (* 1. Oktober 2006) ist ein chinesischer Leichtathlet, der sich auf den Langstreckenlauf spezialisiert hat und aktuell Inhaber des Landesrekordes im Halbmarathon ist.

## Sportliche Laufbahn
Erste internationale Erfahrungen sammelte Yu Shuiqing bei den Crosslauf-Asienmeisterschaften 2024 in Hongkong, bei denen er nach 26:44 min die Bronzemedaille im U20-Rennen gewann. Im Jahr darauf stellte er beim Meishan-Halbmarathon mit 1:01:46 h einen neuen chinesischen Landesrekord auf und im Mai belegte er bei den Asienmeisterschaften in Gumi in 28:57,39 min den fünften Platz im 10.000-Meter-Lauf. Zudem gelangte er über 5000 Meter mit 13:35,93 min auf Rang sieben.

## Persönliche Bestzeiten
- 3000 Meter: 8:02,20 min, 1. März 2023 in Chengdu (chinesischer U20-Rekord)
- 5000 Meter: 13:35,93 min, 30. Mai 2025 in Gumi
- 10.000 Meter: 28:57,39 min, 27. Mai 2025 in Gumi
- Halbmarathon: 1:01:46 h, 23. Februar 2025 in Meishan (chinesischer Rekord)
- 3000 m Hindernis: 8:35,54 min, 29. April 2025 in Jiaxing